# Liste de peintures de Pierre Brébiette
 (mai 2025).
Cette page dresse la liste des peintures de Pierre Brébiette, peintre français du XVIIe siècle.

## Liste
| Image | Titre                                                                               | Technique                        | Date           | Commentaire | Lieu de conservation                            | Numéro de catalogue raisonné (Bassani Pacht, 2001) |
| ----- | ----------------------------------------------------------------------------------- | -------------------------------- | -------------- | ----------- | ----------------------------------------------- | -------------------------------------------------- |
|       |                                                                                     |                                  |                |             |                                                 |                                                    |
|       | Salomé recevant la tête de saint Jean Baptiste                                      | Huile sur ardoise 21,9 x 15,6 cm | vers 1624-1625 |             | Rome, Galleria Pallavicini                      | 1                                                  |
|       | L’Enlèvement de Proserpine                                                          | Huile sur bois 69 cm de diamètre | vers 1625      |             | Paris, musée du Louvre                          | 15                                                 |
|       | L’Adoration des mages                                                               | Huile sur ardoise 36 x 30,2 cm   | vers 1626-1630 |             | Collection particulière                         | 37                                                 |
|       | Atalante et Méléagre                                                                | Huile sur bois 44 x 54 cm        | vers 1630      |             | Collection particulière                         | 52                                                 |
|       | L’Enlèvement de Proserpine                                                          | Huile sur toile 108 x 151 cm     | vers 1635      |             | Châlons-en-Champagne, musée municipal           | 72                                                 |
|       | Les Saisons                                                                         |                                  | vers 1635      |             | Localisation actuelle inconnue                  | 77                                                 |
|       | La Sainte Famille avec saint Jean-Baptiste                                          | Huile sur toile 50,6 x 61 cm     | vers 1638-1640 |             | Collection particulière                         | 79                                                 |
|       | Le Christ chez Marthe et Marie                                                      | Huile sur toile 108 x 151 cm     | 1632           |             | Solers, église Saint-Martin                     | 84                                                 |
|       | La Crucifixion                                                                      | Huile sur toile 188 x 140 cm     |                |             | Châlons-en-Champagne, église Notre-Dame-en-Vaux | 87                                                 |
|       | Piétà                                                                               |                                  |                |             | Cadillac, château de Cadillac                   | (93)                                               |
|       | Jeune fille en prière                                                               | Huile sur bois 40 x 34 cm        |                |             | Collection particulière                         | 96                                                 |
|       | Neptune calmant la tempête                                                          | Huile sur toile 111 x 148 cm     |                |             | Collection particulière                         | Non catalogué                                      |
|       | Vénus et Adonis                                                                     |                                  |                |             | Collection particulière                         | Non catalogué                                      |
|       | Le Dominicain de Soriano recevant l'image de saint Dominique des mains de la Vierge | Huile sur toile 33,2 x 23,5 cm   |                |             | Aix-en-Provence, musée Granet                   | Non catalogué                                      |